# Eugenia albicans
Eugenia albicans är en myrtenväxtart som först beskrevs av Otto Karl Berg, och fick sitt nu gällande namn av Ignatz Urban. Eugenia albicans ingår i släktet Eugenia och familjen myrtenväxter. Inga underarter finns listade i Catalogue of Life.